# Giel Haenen
Giel Haenen (Eijsden, 1934. június 2. – 2024. szeptember 30. vagy előtte) válogatott holland labdarúgó, hátvéd, edző.

## Pályafutása

### Klubcsapatban
1950 és 1954 között a VV Eijsden, 1954–55-ben az MVV Maastricht, 1956 és 1961 között a Rapid JC, 1961 és 1966 között ismét az MVV labdarúgója volt. 1966–67-ben a Fortuna '54 csapatában fejezte be az aktív játékot.

### A válogatottban
1964-ben egy alkalommal szerepelt a holland válogatottban.

### Edzőként
1967 és 1969 között a RIOS '31, 1969 és 1973 között a VV Caesar, 1973 és 1980 között az RKSV Heer, 1981 és 1991 között az RKHSV vezetőedzőke volt.

## Statisztika

### Mérkőzése a holland válogatottban
| Hollandia | Hollandia         | Hollandia                     | Hollandia | Hollandia | Hollandia  | Hollandia  | Hollandia | Hollandia |
| #         | Dátum             | Helyszín                      | Hazai     | Eredmény  | Vendég     | Kiírás     | Gólok     | Esemény   |
| --------- | ----------------- | ----------------------------- | --------- | --------- | ---------- | ---------- | --------- | --------- |
| 1.        | 1964. április 29. | Rotterdam, Feijenoord Stadion | Hollandia | 0 – 1     | Svédország | barátságos | -         |           |
|           | Összesen          |                               |           | 1         | mérkőzés   |            | 0         | gól       |